# Ross 458
Ross 458 (Gliese 494) es un sistema estelar en la constelación de Virgo de magnitud aparente +9,76.
No observable a simple vista, visualmente está situado 1,5° al norte de Vindemiatrix (ε Virginis).
Se encuentra a 37 años luz de distancia del sistema solar.

## Características del sistema
Ross 458 es una estrella binaria cuya componente principal, Ross 458 A, es una enana roja de tipo espectral M2Ve.
Tiene una temperatura efectiva de 3496 K y una masa aproximada de 0,6 masas solares.
Es una estrella magnéticamente muy activa debido a su alta velocidad de rotación de 9,6 km/s, determinada mediante el espectrógrafo ELODIE.
De hecho, en un estudio llevado a cabo entre 69 enanas rojas cercanas, es la que rota a mayor velocidad.
Consecuentemente, tiene un corto período de rotación entre 1,54 y 2,89 días.
Presenta una metalicidad superior a la solar ([Fe/H] ≈ 0,2 o 0,3) y es una estrella joven, con una edad comprendida entre 150 y 800 millones de años.
El período orbital calculado para este sistema es de 14,5 años.
Las dos componentes están separadas unas 0,55 segundos de arco, lo que equivale a una distancia real de al menos 6,3 UA.
El objeto que acompaña a la estrella principal, denominado Ross 458 B, tiene aproximadamente tipo espectral M7V, lo que se sitúa en el límite entre una estrella y una enana marrón. Utilizando modelos de evolución estelar, el objeto ha de tener una edad inferior a 300 millones de años para ser una enana marrón; en caso contrario, habría alcanzado la secuencia principal, siendo su masa aproximada de 0,09 masas solares. Dada la incertidumbre existente en la edad de la estrella principal, no se puede asegurar el tipo de objeto que es.
Ross 458 está catalogada como estrella fulgurante y variable BY Draconis, recibiendo la denominación, en cuanto a variable, de DT Virginis.
Asimismo, es una fuente de rayos X.
La estrella conocida más cercana a este sistema es Gliese 505, situada a casi 4 años luz de distancia.

## Enana marrón acompañante
En 2010 se descubrió la existencia de un tenue objeto que parece estar físicamente ligado con la binaria Ross 458 AB.
Dicho objeto, denominado Ross 458 c, se encuentra visualmente a 102 segundos de arco de la binaria, lo que implica una separación de más de 1100 UA respecto al par AB.
Se piensa que puede ser una enana marrón de tipo espectral T8.
Tiene una masa inferior al límite de fusión del deuterio —en torno a 8,5 veces la masa de Júpiter— y un radio un 25% más grande que el de este planeta.
Su temperatura aproximada es de 650 ± 25 K.